# Medaglia commemorativa "per la libertà di navigazione"

## Medaglia per le operazioni della Marina Militare nel Golfo Persico
La medaglia per le operazioni della Marina Militare nel Golfo Persico, istituita con decreto del Ministro della Difesa del 23 agosto 1988,era destinata al personale imbarcato per almeno 30 giorni sulle unità che operavano nel teatro dell'Operazione Golfo 1.

### Insegne

#### Medaglia
La medaglia è costituita da un disco di metallo argentato del diametro di 40 mm. e reca:
sul diritto
al centro in rilievo una mappa del Golfo Persico con, sovrapposta, un'ancora e un gherlino, sul contorno maglie di catena;
sul rovescio
al centro la scritta "PER LA PACE E PER LA LIBERTÀ DI NAVIGAZIONE", sul contorno maglie di catena alle quali si sovrappongono, in alto lo stemma della Marina Militare e in basso una stella a cinque punte.

#### Nastro
La medaglia è appesa a un nastro di seta azzurro scuro largo 37 mm con al centro tre bande di quattro millimetri verde, bianca e rossa.

## Medaglia commemorativa per le operazioni antipirateria
La medaglia commemorativa per le operazioni antipirateria, con nastrino e diploma, è stata istituita con decreto del Ministro della Difesa del 6 febbraio 2017 come riconoscimento ai militari impiegati in operazioni antipirateria per la salvaguardia della libertà di navigazione.
Con lo stesso provvedimento è stato abrogato il decreto del Ministro della Difesa del 23 agosto 1988, con cui fu istituita la "Medaglia commemorativa per il personale della Marina Militare impegnato nel Golfo Persico".

### Criteri di eleggibilità
Secondo il decreto istitutivo ha diritto di fregiarsi della medaglia il personale delle Forze armate che ha effettivamente preso parte ad operazioni non svolte nei mari prospicienti la penisola italiana, imbarcato su unità navali nazionali ed estere ovvero assegnato presso sedi di "Comando e controllo" o supporto logistico dell'operazione, dislocate al di fuori del territorio nazionale, nell'area geografica in ci si svolge l'operazione stessa, per un periodo non inferiore a 30 giorni complessivi. 
Tale limite non si applica a chi, nel periodo di dislocazione in zona di operazioni, per causa di servizio abbia riportato ferite o mutilazioni o contratto malattie che ne ha determinato il ritiro.
Come previsto dal decreto istitutivo, il Capo di stato maggiore della difesa con determinazione dell'11 maggio 2017 ha definito le forze, i tempi e l'area geografica delle operazioni di antipirateria che danno luogo alla concessione della decorazione, nonché le scritte da apporre sul diploma e sulle fascette di bronzo che completano l'insegna.

### Insegne

#### Medaglia
La medaglia è costituita da un disco di metallo argentato del diametro di 40 mm e reca:
sul diritto
al centro in rilievo il planisfero con, all'interno, un'ancora e un gherlino, sul contorno maglie di catena.
sul rovescio
al centro la scritta "PER LA LIBERTÀ DI NAVIGAZIONE", sul contorno maglie di catena alle quali si sovrappongono, in alto lo stemma della Marina Militare e in basso una stella a cinque punte.

#### Nastro
La medaglia è appesa a un nastro di seta azzurro scuro largo 37 mm, con tre bande di quattro millimetri verde, bianca e rossa.

#### Fascette
Sul nastro vanno apposte tante fascette di bronzo quante sono le decorazioni ottenute, con il nome dell'area geografica ove si è svolta l'operazione. Le fascette autorizzate sono:
- OPERAZIONE MARE SICURO (6 agosto-25 novembre 2005)
- OPERAZIONE MEDAL (1º febbraio-10 maggio 2008)
- OPERAZIONE ALLIED PROVIDER (15 ottobre-31 dicembre 2008)
- OPERAZIONE ALLIED PROTECTOR (24 marzo-31 dicembre 2009)
- OPERAZIONE OCEAN SHIELD (17 agosto 2009-15 dicembre 2014)
- OPERAZIONE EUNAVFOR ATALANTA (7 marzo 2009 – in corso)
- OPERAZIONE NMP (Nuclei Militari di Protezione) (28 ottobre 2011-1º giugno 2015)
- OPERAZIONE ENDURING FREEDOM (7 ottobre 2001 – in corso)
- OPERAZIONE BMIS GIBUTI (1º dicembre 2012 – in corso)

#### Nastrino
Ha gli stessi colori del nastro, e reca una o due stellette di bronzo o una stelletta d'argento se le decorazioni ottenute sono rispettivamente due, tre o più di tre.
| Nastrini      |               |               |                      |
| 1 concessione | 2 concessioni | 3 concessioni | più di 3 concessioni |